# Colutea
Genre
Classification APG IV (2016)
Colutea est un genre de plantes à fleurs de la famille des Fabacées.

## Description[1]
Il s'agit d'arbustes ou de petits arbres, à feuillage caduc.
Les feuilles sont imparipennées, rarement trifoliées.
Les inflorescences sont des racèmes axillaires à fleurs peu nombreuses, jaunes, roses à rouges. Le calice présente des sépales, avec 5 dents presque égales. La corolle est, comme pour la majorité des plantes de la famille, asymétrique : le pétale supérieur - l'étendard - est plus long que les ailes et la carène. Le style est arqué ascendant.
L'ovaire contient de nombreux ovules.
Les fruits sont des gousses, indéhiscentes, enflées et vésiculeuses, bivalves supérieurement, très caractéristiques du genre. Elles portent plusieurs graines réniformes.

## Distribution
Le genre est réparti dans le pourtour méditerranéen (Espagne, France, Italie), dans le Caucase, dans l'Himalaya - en Afghanistan, au Népal et en Chine.

## Liste des espèces
La liste des espèces est issue des index IPNI (The International Plant Names Index) et Tropicos (Index du jardin botanique du Missouri) consultés à la date de juillet 2012. Les plantes conservées dans le genre sont en caractères gras :
- Colutea abyssinica Kunth & Bouché (1847)
- Colutea acutifolia Shap. (1945)
- Colutea aeschinomenoides Scop. (1788)
- Colutea afghanica Browicz (1963)
- Colutea alpina (L.) Lam. (1785) : voir Astragalus penduliflorus Lam.
- Colutea americana Mill. (1768) : voir Diphysa americana (Mill.) M.Sousa
- Colutea annua Murray (1775) : voir Lessertia annua (Murray) DC.
- Colutea aperta Moench (1785) : voir Colutea orientalis Mill.
- Colutea arborea L. ex Rydb. (1924) : voir Colutea arborescens L.
- Colutea arborescens L. (1753) 
  - Colutea arborescens subsp. atlantica (Browicz) Ponert (1972) : voir Colutea atlantica Browicz
  - Colutea arborescens subsp. atlantica O.Bolòs & Vigo (1974) : voir Colutea atlantica Browicz
  - Colutea arborescens subsp. cilicica (Boiss. & Balansa) Ponert (1972) : voir Colutea cilicica Boiss. & Balansa
  - Colutea arborescens fo. crispa Kirschn. (1864)[2]
  - Colutea arborescens subsp. gallica Browicz (1963)
  - Colutea arborescens subsp. hispanica (Talavera & Arista) Mateo & M.B.Crespo (2001)
  - Colutea arborescens var. nepalensis (Sims) Baker (1876) : voir Colutea nepalensis Sims
- Colutea arenaria Poir. (1811) : voir Astragalus chorinensis L.f. - synonyme : Glycyrrhiza costulata Hand.-Mazz.
- Colutea armata Hemsl. & Lace (1891)
- Colutea armena Boiss. & A.Huet (1856)
- Colutea astragalina (DC.) Poir. (1811) : voir Astragalus alpinus L.
- Colutea atabajevii B.Fedtsch. (1937)
- Colutea atabajevi B.Fedtsch. (1937) : voir Colutea atabajevii B.Fedtsch. (erreur vraisemblable d'orthographe)
- Colutea atlantica Browicz (1963)
- Colutea aurantiaca Hort. ex Handl. (1894) : voir Colutea arborescens L.
- Colutea australis (L.) Lam. (1785) : voir Astragalus australis (L.) Lam.
- Colutea baetica (L.) Poir. (1811) : voir Erophaca baetica (L.) Boiss.
- Colutea baetica (L.) Cav. (1803) : voir Erophaca baetica (L.) Boiss.
- Colutea brachyptera Sumnev. (1941)
- Colutea brevialata Lange (1861) : voir Colutea arborescens subsp. gallica Browicz
- Colutea buhsei (Boiss.) Shap. (1945)
- Colutea canescens Shap. (1945) : voir Colutea paulsenii var. canescens (Shap.) Browicz
- Colutea caspica M.Bieb. (1808) : voir Sphaerophysa salsula (Pall.) DC.
- Colutea cilicica Boiss. & Balansa (1856)
- Colutea crocea Hort. ex Handl. (1894) : voir Colutea arborescens L.
- Colutea cruenta Aiton (1789) : voir Colutea orientalis Mill.
- Colutea davisiana Browicz (1963) : voir Colutea melanocalyx subsp. davisiana (Browicz) Chamberlain
- Colutea davurica Spreng. (1826) : voir Sphaerophysa salsula (Pall.) DC.
- Colutea delavayi Franch. (1889)
- Colutea excisa Thunb. (1800) : voir Lessertia excisa (Thunb.) DC.
- Colutea fistulosa Retz. (1783) : voir Lessertia perennans (Medik.) DC.
- Colutea floribunda Poir. (1811) : voir Glottidium vesicarium (Jacq.) R.M.Harper
- Colutea florida Salisb. (1796) : voir Colutea arborescens L.
- Colutea frigida (L.) Poir. (1811) : voir Astragalus frigidus (L.) A.Gray
- Colutea frutescens L. (1753) : voir Sutherlandia frutescens (L.) R.Br.
- Colutea fruticosa Houtt. (1775) : voir Sutherlandia frutescens (L.) R.Br.
- Colutea fruticosa Merr. (1938) : voir Sutherlandia frutescens (L.) R.Br.
- Colutea galegifolia (Andrews) Sims (1804) : voir Swainsona galegifolia (Andrews) R.Br.
- Colutea gifana Parsa (1947)
- Colutea glabra (Clarion) Poir. (1811) : voir Astragalus australis (L.) Lam.
- Colutea gracilis Freyn & Sint. ex Freyn (1904)
- Colutea grandiflora Salisb. (1796) : voir Sutherlandia frutescens (L.) R.Br.
- Colutea guntensis Rassulova & Sharipova (1978) : voir Colutea paulsenii subsp. mesantha (Shaparenko ex Ali) Ali
- Colutea halicacacba Poir. (1811) : voir Astragalus vulnerariae DC.
- Colutea halepica Lam. (1785)
- Colutea herbacea L. (1753) : voir Coluteastrum herbaceum (L.) Kuntze
- Colutea hirsuta Roth (1788) : voir Colutea arborescens L.
- Colutea hispanica Talavera & Arista (1998) : voir Colutea arborescens subsp. hispanica (Talavera & Arista) Mateo & M.B.Crespo
- Colutea humilis Scop. (1787) : voir Lessertia herbacea (L.) Druce
- Colutea hybrida Shap. (1945) : voir Colutea paulsenii subsp. orbiculata (Sumnev.) Yakovlev
- Colutea incana Poir. (1811) : voir Astragalus inflatus DC.
- Colutea insularis Browicz (1963)
- Colutea istria Mill. (1768) : voir Colutea halepica Lam.
- Colutea jarnolenkoi Shap. (1945)
- Colutea jarmolenkoi var. hirsuta Browicz (1963) : voir Colutea brachyptera Sumnev.
- Colutea karakoramensis Kitam. (1963) : voir Colutea paulsenii subsp. mesantha (Shaparenko ex Ali) Ali
- Colutea komarovii Takht. (1940)
- Colutea kopetdaghensis B.Fedtsch. (1937) : voir Colutea atabajevii B.Fedtsch.
- Colutea kunawarensis Lipsky (1910) : voir Colutea persica Boiss.
- Colutea linearis Thunb. (1800) : voir Lessertia herbacea (L.) Druce
- Colutea longialata Koehne (1896)
- Colutea × media Willd. (1809) - Hybride : Colutea arborescens L. × Colutea orientalis Mill.
- Colutea melanocalyx Boiss. & Heldr. (1849) 
  - Colutea melanocalyx subsp. davisiana (Browicz) Chamberlain (1970)
- Colutea mesantha Shaparenko ex Ali (1959) : voir Colutea paulsenii subsp. mesantha (Shaparenko ex Ali) Ali
- Colutea microphylla Delile (1847) : voir Colutea halepica Lam.
- Colutea multiflora Shaparenko ex Ali (1959)
- Colutea nepalensis Sims (1826)  - synonyme : Colutea arborescens var. nepalensis (Sims) Baker
- Colutea novae-hollandiae Walp. (1852) : voir Swainsona formosa (G.Don) J.Thompson
- Colutea obtusata (DC.) Thunb. (1800) : voir Coluteastrum obtusatum (DC.) Kuntze
- Colutea orbiculata Sumnev. (1941) : voir Colutea paulsenii subsp. orbiculata (Sumnev.) Yakovlev
- Colutea orientalis Lam. (1785) : voir Colutea orientalis Mill.
- Colutea orientalis Mill. (1768)
- Colutea pallida Salisb. (1796) : voir Colutea halepica Lam.
- Colutea paulsenii Freyn & Sint. ex Freyn (1904)
  - Colutea paulsenii var. canescens (Shap.) Browicz (1963) - synonyme : Colutea canescens Shap.
  - Colutea paulsenii fo. mesantha (Shaparenko ex Ali) Rassulova & Sharipova (1978) : voir Colutea paulsenii subsp. mesantha (Shaparenko ex Ali) Ali
  - Colutea paulsenii subsp. mesantha (Shaparenko ex Ali) Ali (1977)
  - Colutea paulsenii subsp. orbiculata (Sumnev.) Yakovlev
- Colutea perennans (Medik.) Jacq. (1762) : voir Lessertia perennans (Medik.) DC.
- Colutea persica Boiss. (1845) 
  - Colutea persica var. buhsei Boiss. (1872) : voir Colutea buhsei (Boiss.) Shap.
  - Colutea persica var. gracilis (Freyn & Sint. ex Freyn) Parsa (1947) : voir Colutea gracilis Freyn & Sint. ex Freyn
- Colutea pocockii Aiton (1789) : voir Colutea halepica Lam.
- Colutea procumbens Mill. (1768) : voir Coluteastrum procumbens (Mill.) Kuntze
- Colutea prophyrogramma Rech.f. (1964)
- Colutea prostrata (DC.) Thunb. (1800) : voir Coluteastrum prostratum (DC.) Kuntze
- Colutea pubescens (DC.) Thunb. (1800) : voir Coluteastrum pubescens (DC.) Kuntze
- Colutea purpurea Hort. ex Lavallee (1877) : voir Colutea orientalis Mill.
- Colutea rigida Thunb. (1800) : voir Lessertia fruticosa Lindl.
- Colutea rostrata Sumnev. (1941)
- Colutea rostrata Gilli (1957) : voir Colutea paulsenii Freyn & Sint. ex Freyn (planche A) ou Colutea nepalensis Sims
- Colutea rubra Medik. (1782) : voir Colutea arborescens L.
- Colutea salsola (Pall.) Poir. (1811) : voir Sphaerophysa salsula (Pall.) DC. (Jean-Louis Marie Poiret a mal orthographié l'épithète spécifique) - synonyme : Phaca salsula Pall.
- Colutea sanguinea Pall. : voir Colutea orientalis Mill.
- Colutea spinosa Forssk. (1775) : voir Astragalus forsskalii (Forssk.) Boiss.
- Colutea tomentosa (DC.) Thunb. (1800)
- Colutea triflora (DC.) Poir. (1811) : voir Astragalus triflorus (DC.) A.Gray
- Colutea trifoliata Poir. (1811) : voir Pycnospora lutescens (Poir.) Schindl.
- Colutea triphylla Bunge ex Boiss. (1872) : voir Oreophysa microphylla (Jaub. & Spach) Browicz
- Colutea uniflora G.Beck ex Stapf (1886)
- Colutea × variabilis Browicz (1963)
- Colutea versicolor Salisb. (1796) : voir Colutea orientalis Mill.
- Colutea vesicaria (DC.) Thunb. (1800) : voir Coluteastrum vesicarium (DC.) Kuntze
- Colutea wightiana Wallich ex Steudel (1840) : voir Sutherlandia frutescens (L.) R.Br.
- Colutea wolgarica (L.f.) Lam. (1785) : voir Calophaca wolgarica (L.f.) Pall. ex Fisch. - synonyme : Cytisus wolgaricus L.f.

## Utilisation
La principale utilisation des espèces du genre Colutea est ornementale. Une utilisation des espèces caucasiennes comme plantes laxatives est signalée par K. K. Shaparenko.

## Historique du genre

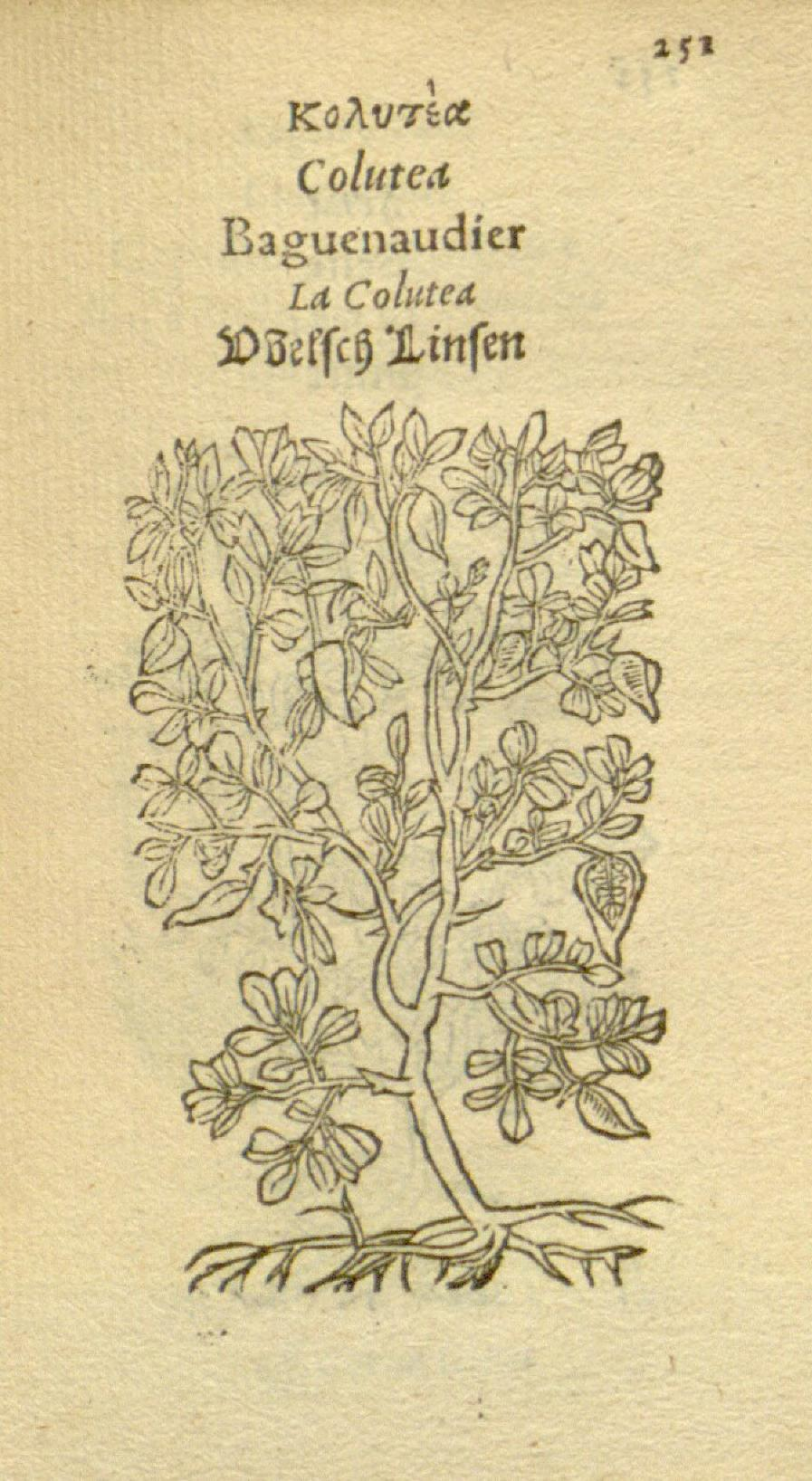
Planche de Leonhart Fuchs - 1549

Quelques plantes de ce genre sont connues, en particulier Colutea arborescens depuis très longtemps en Europe. Le terme Colutea (Κολυτέα) existe déjà en grec et est mentionné par Theophraste dans son Histoire des plantes (Περὶ Φυτῶν Ιστορίας) mais il recouvre plutôt une espèce du genre Trigonella.
La première iconographie que nous possédons est celle produite par Leonhart Fuchs en 1549 (image ci-contre).
Joseph Pitton de Tournefort décrit le genre - division botanique qu'il applique avant Linné - Colutea ou Baguenaudier une première fois en 1694 avec quatre espèces puis complète le genre en 1700, description associée à une très belle illustration. Il y place cinq espèces en 1700, puis une sixième en 1703, dont trois sont actuellement toujours dans le genre :
- Colutea vesicaria (1694) : Colutea arborescens
- Colutea vesicaria, vesiculis rubentibus (1700) : Colutea atlantica
- Colutea aethiopica, flore purpureo (1694) : Colutea frutescens, i.e. Sutherlandia frutescens
- Colutea humilis, Syriaca, flore violaceo (1694) ?
- Colutea verae crucis, vesicaria (1694) ?
- Colutea orientalis, flore sanguinei coloris, lutea macula notato (1703) : Colutea orientalis

Sa description de 1694 en français, traduite en latin en 1700, est remarquable et reste celle du genre (sauf la précision du pistil arqué) : « Le baguenaudier est un genre dont la fleur est légumineuse. Le calice pousse le pistil qui devient dans la suite une gousse membraneuse, enflée comme une vessie, composée de deux cosses entre lesquelles se trouvent plusieurs semences de la figure d'un petit rein ».
Carl von Linné crée le genre en 1753 sans mentionner toutes ces antériorités : il y place seulement trois espèces : Colutea arborescens, Colutea frutescens et Colutea herbacea donc une seule subsiste dans le genre.
Jean-Baptiste de Lamarck publie une première synthèse en 1783 avec ajout de trois espèces. Il distingue les espèces ligneuses (celles qui resterons dans le genre) des espèces herbacées (qui seront placées ultérieurement principalement dans différents genres - Coluteastrum ou Astragalus en particulier -).
Pierre Edmond Boissier, en 1872, effectue une première révision systématique du genre en distinguant deux sections : Eucolutea (avec C. arborescens, C. melanocalyx, C. armena', C. halepica, C.cilicica, C. cruenta, C. persica) et Oreophysa (avec C. triphylla).
Camillo Karl Schneider en 1907 établit une nouvelle revue complète du genre très documentée et illustrée.
En 1940-1941 (publication en 1945, après son décès), K. K. Shaparenko effectue à nouveau une révision du genre (pour les espèces de la partie asiatique). En 1956, est aussi publiée (à titre posthume) son étude organisant le genre en deux autres sections : Ovalifoliatae et Rotundifoliatae. Il prend en compte, par ailleurs, les espèces fossiles connues à l'époque. Enfin, il date du crétacé supérieur la première apparition d'un fossile apparenté au genre.
En 1967, Kasimierz Browicz distingue quatre sections et six sous-sections où se répartissent les 26 espèces alors comptées dans le genre. Sa classification est donnée ci-dessous.
Bien que la plus récente, cette dernière révision tend à se révéler inconsistante au regard des travaux actuels de phylogénétique.

## Posistion taxinomique
Le genre est actuellement classé dans sous-tribu des Astragalinae, de la tribu des Galegeae de la sous-famille des Faboideae par l'index GRIN. Historiquement, il était placé dans la sous-tribu des Coluteinae Benth. & Hook.f.
Le classement actuel est remis en cause par les études phylogénétiques depuis plus de 10 ans. Les travaux de Martin F. Wojciechowski placent le genre Colutea sur la même branche que les genres Swainsona et Carmichaelia et parallèle au genre Astragalus (ce qui rend, au sein de la sous-famille des Faboideae, la tribu Galegeae paraphylétique). Une révision sera nécessaire.
La chronologie phylogénétique de la sous-famille est maintenant bien cernée. La divergence de la sous-famille conctenant ces genres devrait dater, selon l'évaluation par Martin F. Wojciechowski, de 8 à 15 Ma, datation précisée par l'étude de 2009 de Mingli Zhang, Yun Kang, Lihua Zhou, Dietrich  Podlech sur le genre Astragalus à 14,8 Ma pour la divergence entre les sous-tribus Astragalinae et Coluteinae.  La date de divergence du genre Colutea dans la tribu des Coluteinae est fixée à 6 Ma (figure 2 de l'étude de Lingli Zhang, Yun Kang, Lihua Zhou, Dietrich  Podlech).